# Стара задружна кућа Ранковића
Стара задружна кућа Ранковића се налази у Дражевцу, насељеном месту на територији градске општине Обреновац. Зграда представља непокретно културно добро као споменик културе.

## Историјат
Стара задружна кућа Ранковића у Дражевцу по својој архитектонској, функционалној и просторној концепцији припада типу шумадијске куће чија је градња карактеристична за област централне Србије и Шумадије. Припада пуном развојном типу сеоске задружне куће прве половине 19. века.

## Опис куће
Изградња куће се везује за раслојавање и формирање имућнијег слоја, почетком 19. века, који је могао да материјалним средствима изгради прве значајне и вредне стамбене објекте.
Користећи основне елементе старе балканске архитектуре, у изградњи сеоске куће уносе се новине у погледу грађевинских материјала, просторног распореда и обраде детаља. Има правоугаону основу димензије 15 × 15 м, централне диспозиције са четири просторије, три собе и „кућом“ са двоје наспрамних врата и отвореним оџаком. 
Користећи основне елементе старе балканске архитектуре, у изградњи сеоске куће уносе се новине у погледу грађевинских материјала, просторног распореда и обраде детаља. Кућа је бондручне конструкције постављене на дебеле храстове греде на ломљеном камену. Зидни испуни су од чатме, кровна конструкција је од дрвених рогова и греда, а покривач од ћерамиде. Дубок централни трем затворен је споља лучним аркадама и касније додатом дрвеном оградом. 
Мирне фасаде са наглашеним хоризонталним ритмом прозорских отовра и тремом, бело кречене, велики кровни испусти — стреје, представљају у ликовном погледу посебна обележја.
Кућа породице Ранковић је почетком осамдесетих година 20. века премештена са првобитне локације на крају села у двориште основне школе у Дражевцу.